# Grewia australis
Grewia australis är en malvaväxtart som beskrevs av Karl Ewald Maximilian Burret. Grewia australis ingår i släktet Grewia och familjen malvaväxter. Inga underarter finns listade i Catalogue of Life.